# Javier Cabrera
Marcelo Javier Cabrera Rivero (Florida, Uruguay; 18 de marzo de 1992) es un futbolista uruguayo. Juega como delantero por afuera o extremo y su primer equipo fue Montevideo Wanderers. Actualmente milita en Peñarol de la Primera División.

## Trayectoria
Nació en Florida, Cabrera se graduó de la instalación juvenil de Montevideo Wanderers FC. El 11 de abril de 2010 jugó su primer partido como profesional, llegando como un sustituto en el empate 1-1 contra el Liverpool FC por el campeonato uruguayo de la Primera División.
Cabrera anotó su primer gol profesional el 2 de octubre de 2010, en un triunfo por 2-0 ante el Racing Club de Montevideo. Apareció regularmente para el club en las siguientes tres campañas, pero con su equipo solo logró posicionarse en la mitad de la tabla.
El 21 de julio de 2014, Cabrera firmó un contrato de préstamo por un año con el Recreativo de Huelva, en la Segunda División española. Hizo su debut para el club el 31 de agosto, comenzando con un empate 0-0 ante el Deportivo Alavés.
En la campaña 2016-17 pasó al club Argentinos Juniors con el que logró el ascenso a la primera división del fútbol argentino.
El 17 de julio de 2018 fue oficializado como nuevo jugador de Toluca junto al defensor argentino Fernando Tobio.

## Clubes
- Actualizado al 19 de agosto de 2025

| Club                             | Div.                | Temporada           | Liga | Liga | Copa Nacional | Copa Nacional | Copa Internacional | Copa Internacional | Total | Total |
| Club                             | Div.                | Temporada           | PJ   | G    | PJ            | G             | PJ                 | G                  | PJ    | G     |
| -------------------------------- | ------------------- | ------------------- | ---- | ---- | ------------- | ------------- | ------------------ | ------------------ | ----- | ----- |
| Montevideo · Wanderers · Uruguay | 1.ª                 | 2009/10             | 3    | 0    | -             | -             | -                  | -                  | 3     | 0     |
| Montevideo · Wanderers · Uruguay | 1.ª                 | 2010/11             | 27   | 3    | -             | -             | -                  | -                  | 27    | 3     |
| Montevideo · Wanderers · Uruguay | 1.ª                 | 2011/12             | 29   | 2    | -             | -             | -                  | -                  | 29    | 2     |
| Montevideo · Wanderers · Uruguay | 1.ª                 | 2012/13             | 28   | 1    | -             | -             | -                  | -                  | 28    | 1     |
| Montevideo · Wanderers · Uruguay | 1.ª                 | 2013/14             | 9    | 0    | -             | -             | 2                  | 0                  | 11    | 0     |
| Montevideo · Wanderers · Uruguay | 1.ª                 | 2015/16             | 29   | 1    | -             | -             | -                  | -                  | 29    | 1     |
| Montevideo · Wanderers · Uruguay | 1.ª                 | 2019                | 12   | 1    | -             | -             | 2                  | 0                  | 14    | 1     |
| Montevideo · Wanderers · Uruguay | Total               | Total               | 137  | 8    | -             | -             | 4                  | 0                  | 141   | 8     |
| Recreativo · España              | 2.ª                 | 2014/15             | 21   | 0    | 1             | 0             | -                  | -                  | 22    | 0     |
| Recreativo · España              | Total               | Total               | 21   | 0    | 1             | 0             | -                  | -                  | 22    | 0     |
| Argentinos Juniors Argentina     | 2.ª                 | 2016/17             | 38   | 6    | -             | -             | -                  | -                  | 38    | 6     |
| Argentinos Juniors Argentina     | 1.ª                 | 2017/18             | 26   | 1    | 2             | 0             | -                  | -                  | 28    | 1     |
| Argentinos Juniors Argentina     | 1.ª                 | 2021                | 22   | 1    | 15            | 0             | 7                  | 0                  | 44    | 1     |
| Argentinos Juniors Argentina     | 1.ª                 | 2022                | 25   | 2    | 13            | 1             | -                  | -                  | 38    | 3     |
| Argentinos Juniors Argentina     | 1.ª                 | 2023                | 23   | 0    | 15            | 0             | 8                  | 2                  | 46    | 2     |
| Argentinos Juniors Argentina     | Total               | Total               | 134  | 10   | 45            | 1             | 15                 | 2                  | 194   | 13    |
| Toluca · México                  | 1.ª                 | 2018                | 5    | 0    | 4             | 0             | -                  | -                  | 9     | 0     |
| Toluca · México                  | Total               | Total               | 5    | 0    | 4             | 0             | -                  | -                  | 9     | 0     |
| Melbourne City Australia         | 1.ª                 | 2019/20             | 9    | 1    | 4             | 1             | -                  | -                  | 13    | 2     |
| Melbourne City Australia         | Total               | Total               | 9    | 1    | 4             | 1             | -                  | -                  | 13    | 2     |
| Unión Argentina                  | 1.ª                 | 2019/20             | 6    | 1    | 2             | 0             | 2                  | 1                  | 10    | 2     |
| Unión Argentina                  | 1.ª                 | 2020                | -    | -    | 7             | 1             | 4                  | 1                  | 11    | 2     |
| Unión Argentina                  | Total               | Total               | 6    | 1    | 9             | 1             | 6                  | 2                  | 21    | 4     |
| Peñarol · Uruguay                | 1.ª                 | 2024                | 26   | 2    | 2             | 0             | 7                  | 1                  | 35    | 3     |
| Peñarol · Uruguay                | 1.ª                 | 2025                | 19   | 4    | 1             | 0             | 6                  | 0                  | 26    | 4     |
| Peñarol · Uruguay                | Total               | Total               | 45   | 6    | 3             | 0             | 13                 | 1                  | 61    | 7     |
| Total en su carrera              | Total en su carrera | Total en su carrera | 357  | 26   | 66            | 3             | 38                 | 5                  | 461   | 34    |

## Palmarés
| Título              | Club               | País      | Año  |
| ------------------- | ------------------ | --------- | ---- |
| Primera B Nacional  | Argentinos Juniors | Argentina | 2017 |
| Torneo Apertura     | Peñarol            | Uruguay   | 2024 |
| Torneo Clausura     | Peñarol            | Uruguay   | 2024 |
| Campeonato Uruguayo | Peñarol            | Uruguay   | 2024 |
| Torneo Intermedio   | Peñarol            | Uruguay   | 2025 |